# Бетлица (станция)
Бе́тлица — железнодорожная станция Московской железной дороги в посёлке Бетлица Куйбышевского района Калужской области. Открыта в 1935 году.

## Описание
Станция 5 класса, отнесена к Смоленскому региону МЖД. Расположена на однопутном неэлектрифицированном участке Рославль I — Фаянсовая рядом с административной границей Калужской и Брянской областей. Имеется одна низкая пассажирская платформа, кирпичное здание железнодорожного вокзала (1943).
Путевое развитие состоит из одного главного пути, одного приёмо-отправочного, предназначенных для приема-отправления и пропуска чётных и нечётных поездов, и из одного тупикового пути — предназначенного для погрузки-выгрузки и отстоя вагонов.
С апреля 2015 года здание вокзала закрыто для пассажиров, пассажирское движение отменено. Ежедневно через станцию проходит небольшое количество грузовых поездов на тепловозной тяге.

## История
Построена в 1935 году и введена в эксплуатацию одновременно с запуском движения по линии Рославль — Фаянсовая — Сухиничи. Немногим позднее из городка железнодорожников вырос одноимённый посёлок, с марта 1945 года — административный центр Куйбышевского района Калужской области.
С 5 августа по 2 октября 1941 года станция и посёлок находились на линии фронта, подвергаясь артобстрелам и авианалётам. В районе Бетлицы оборонялись части 149-й и 217-й стрелковых дивизий РККА. Захвачена танковой группой противника 2 октября 1941 года.
Оккупация продолжалась без малого два года. 9 сентября 1943 года в ходе Смоленской наступательной операции части 64-й и 110-й стрелковых дивизий 50-й армии освободили станцию<. Этому предшествовал рейд 2-го гвардейского кавалерийского корпуса генерала Крюкова. В результате было захвачено 28 пушек и гаубиц, 34 вагона, 24 платформы и несколько складов с боеприпасами и продовольствием готовых к отправке.